# Bücker Bü 181 Bestmann
Bücker Bü 181 Bestmann (Best Man) là một loại máy bay huấn luyện một động cơ, do hãng Bücker Flugzeugbau GmbH và Johannisthal, Berlin chế tạo, được Luftwaffe sử dụng trong Chiến tranh Thế giới II.

## Biến thể
Bu 181
Bu 181A
Bu 181D
Zlín Z.181
Zlín Z.281
Zlín Z.381
Gomhouria Mk 1
Gomhouria Mk 2
Gomhouria Mk 3
Gomhouria Mk 4
Gomhouria Mk 5
Gomhouria Mk 6
Sk 25

## Quốc gia sử dụng
Algérie
- Không quân Algeria - Gomhouria

 Bulgaria
- Không quân Bulgary

 Croatia

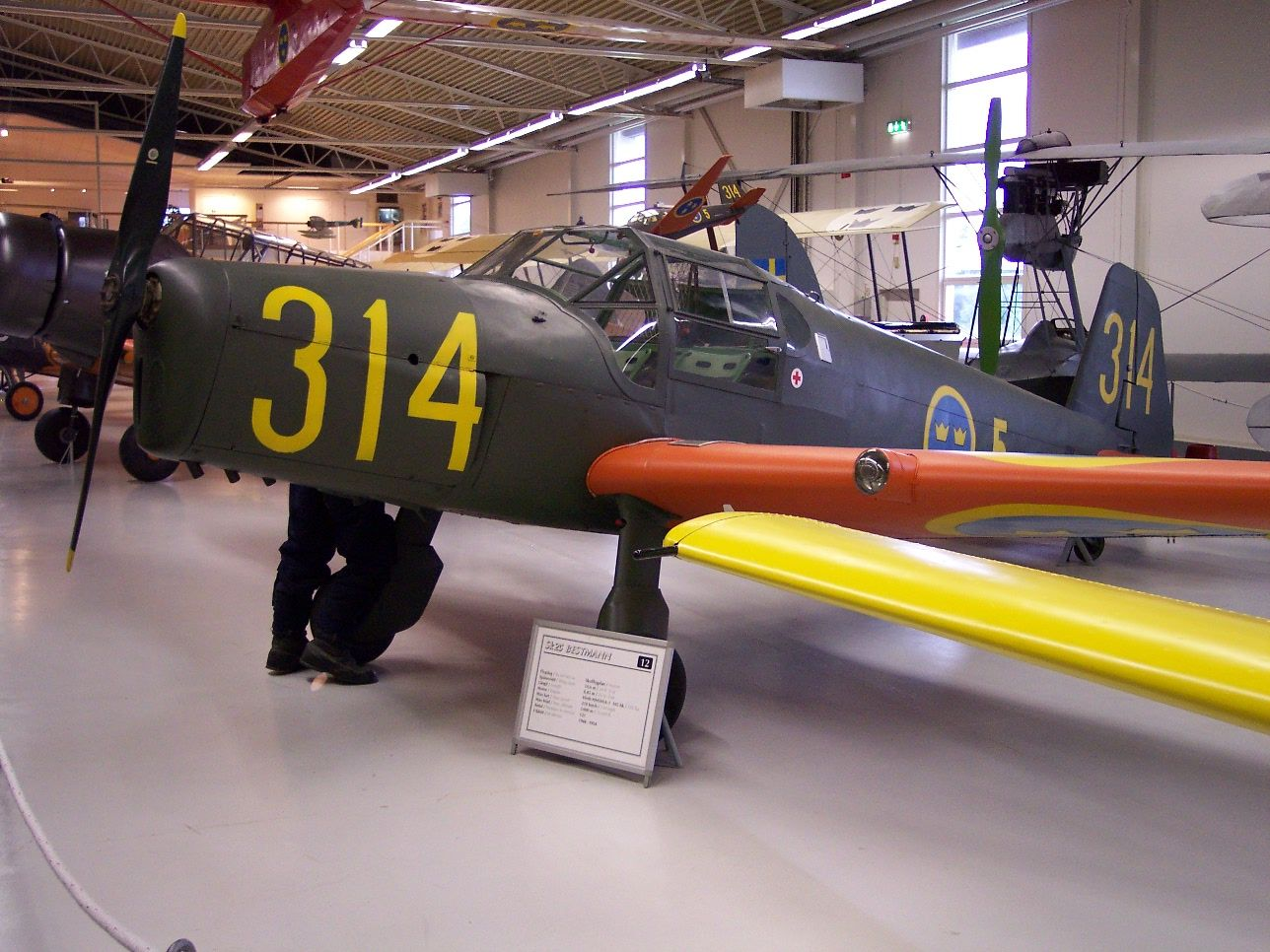
Bücker Bü 181 Bestmann, Không quân Hoàng gia Thụy Điển

- Không quân Nhà nước Độc lập Croatia

 Tiệp Khắc
- Không quân Tiệp Khắc
- An ninh Quốc gia Tiệp Khắc

 Ai Cập
- Không quân Ai Cập - Gomhouria

 Germany
- Luftwaffe

 Hungary
- Không quân Hungary

 Jordan
- Không quân Hoàng gia Jordani - Gomhouria

 Ba Lan
 Slovakia
- Không quân Slovak (1939-1945)

 România
- Không quân Hoàng gia Romani

 Thụy Điển
- Không quân Hoàng gia Thụy Điển

 Thụy Sĩ
- Không quân Thụy Sĩ

 Nam Tư
- Không quân SFR Nam Tư

## Tính năng kỹ chiến thuật
Dữ liệu lấy từ The Concise Guide to Axis Aircraft of World War II 
Đặc điểm tổng quát
- Kíp lái: 2
- Chiều dài: 7,85 m (25,7 ft)
- Sải cánh: 10,6 m (34,71 ft)
- Chiều cao: 2,05 m (6,7 ft)
- Diện tích cánh: 13,5 m² (145,3 ft²)
- Trọng lượng rỗng: 480 kg (1.058 lb)
- Trọng lượng cất cánh tối đa: 750 kg (1.653 lb)
- Động cơ: 1 × Hirth HM 504A, 78 kW (105 hp)

 Hiệu suất bay 
- Vận tốc cực đại: 116 knot (134 mph, 215 km/h)
- Vận tốc hành trình: 105 knot (121 mph, 195 km/h)
- Tầm bay: 800 km (497 mi, 432 nm)
- Trần bay: 5.000 m (16.405 ft)